# Geytow
Geytow (persiska: گيتُ, كَيتو, گِيتُو, كِيتو, کیتو, Gīto, Kītū) är en ort i Iran.   Den ligger i provinsen Hamadan, i den nordvästra delen av landet, 300 km väster om huvudstaden Teheran. Geytow ligger 2 095 meter över havet och antalet invånare är 313.
Terrängen runt Geytow är huvudsakligen platt, men den allra närmaste omgivningen är kuperad. Runt Geytow är det ganska tätbefolkat, med 75 invånare per kvadratkilometer. Närmaste större samhälle är Delbarān, 17,2 km sydväst om Geytow. Trakten runt Geytow består i huvudsak av gräsmarker.